# Виконавець бажань
«Виконавець бажань» (англ. Wishmaster) — американський фільм жахів 1997 року.
Дівчина Алекс випадково звільняє ув'язненого в камені Джина. Щоб привести своїх побратимів на Землю та правити світом, йому потрібно виконати три бажання Алекс. На шляху до своєї мети Джин виконує і бажання зустрічних — завжди так, що це обертається лихом.

## Сюжет
Джини — це злі духи, засуджені Богом жити в порожнечі між світами. Якщо людина розбудить джина, він зобов'язаний виконати три її бажання, але третє бажання приведе легіони джинів на Землю. В 1127 році один із джинів просить перського царя загадати друге бажання. Коли імператор бажає побачити чудеса, Джин робить так, щоб тіла придворних болісно спотворювалися. Імператор жахається, але Джин каже йому використати третє бажання, щоб виправити ситуацію. Проте до тронної зали вривається маг Зороастр і затягує Джина в зачаклований рубін.
У сучасній Америці колекціонер Реймонд Бомонт керує робітниками, які спускають з корабля ящик з античною статуєю Ахура Мазди. Кранівник Мікі Тореллі через пиятику впускає ящик зі статуєю, убиваючи помічника Бомонта — Еда Фінлі. Статуя розбивається і робітник бачить рубін, який потай забирає собі. Пізніше він вирішує здати камінь у ломбард. Аукціонер Нік Мерріт просить свою подругу Александру «Алекс» Амбер оцінити знахідку. Побачивши, що всередині каменя щось є, Алекс залишає його своєму близькому другові та колезі Джошу Ейкману для аналізу. Коли він спрямовує на рубін лазер, це звільняє Джина, обладнання вибухає, поранивши Джоша. Той просить Джина полегшити біль, і Джин убиває його, відновлюючи власне тіло.
Алекс дізнається про смерть Джоша від лейтенанта Натансона і розуміє, що причиною цього є камінь. Вона знаходить Бомонта, який радить Алекс відвідати Венді Дерлет, фольклористку, що пояснює історію рубіна й природу Джина: здійснені злим духом бажання завжди обертаються лихом. Джин збільшує свою силу виконанням чужих бажань, і якщо виконає потім три бажання людини, що його звільнила, то приведе своїх побратимів на Землю.
Тим часом Джин зустрічає волоцюгу, який погоджується віддати свою душу в обмін на смерть лікаря, з яким волоцюга посварився. Джин згодом проникає в морг, де інтерн лякається його. На бажання не бачити потворне обличчя Джина, злий дух осліплює інтерна, а потім забирає обличчя мерця, назвавши себе Натаніель Демерест.
Потім Джин виконує бажання продавчині Аріелли про вічну красу, перетворюючи її на манекен. Розшукуючи Алекс, він іде до Натансона. Коли Натансон відмовляється допомогти, Джин виконує його бажання легко довести провину злочинця, змусивши підозрюваного влаштувати стрілянину в поліцейській дільниці. Поки триває перестрілка, Джин знаходить домашню адресу Алекс.
Далі він прямує до Ніка, але охоронець не пускає його, кажучи, що доведеться «пройти крізь мене». Тоді Джин перетворює охоронця на вітраж і розбиває його. Нік жартома погоджується сказати де Алекс в обмін на мільйон доларів. Наступного дня він отримує ці гроші як компенсацію за смерть матері, котра загинула в авіакатастрофі.
Щоразу коли через Джина хтось гине, Алекс бачить це у видіннях. Вона вирішує ще раз поговорити з Дерлет, але незабаром розуміє, що розмовляє з Джином, який убив Дерлет і набув її вигляду. Джин нарешті знаходить Алекс і пропонує їй три бажання. Щоб переконати її в своїх силах, злий дух обіцяє виконати одне «безкоштовне» бажання. Алекс хоче, щоб він застрелився, але Джин безсмертний і відновлюється після пострілу. Використовуючи перше з трьох бажань, Алекс хоче знати, хто він. Джин переносить її в свій світ і радить бути обачнішою в виборі слів. Алекс загадує друге бажання — повернутися додому. Після повернення вона розуміє, що Джин хоче схопити її сестру Шеннон, щоб примусити забажати й третє бажання.
Шеннон прямує на вечірку до Бомонта, куди Алекс не пускає швейцар Джонні Валентайн. Алекс переконує швейцара пропустити її та не пускати Джина. Однак Джин маніпулює Валентайном, щоб він загадав бажання втекти від щоденної рутини — і той опиняється в закритому скляному ящику з водою, де захлинається. Джин виконує бажання Бомонта зробити вечірку незабутньою, оживлюючи предмети, що вбивають колекціонера та гостей. Зрештою Джин заганяє Алекс і Шеннон у глухий кут і намагається змусити Алекс загадати третє бажання, помістивши Шеннон у палаючу картину. Тоді Алекс бажає, щоб Тореллі не був п'яний на роботі два дні тому. Як наслідок Джин не звільниться і не наробить зла. Хоча дух розуміє, що це поверне його в рубін, він мусить виконати сказане.
Історія змінюється, Бомонт отримує цілу статую, а Алекс відвідує живого Джоша, якому пропонує піти на побачення. Джин у той час чекає коли його звільнить хтось інший.

## У ролях
| Актор               | Роль                     |
| ------------------- | ------------------------ |
| Теммі Лорен         | Александра Амберсон      |
| Ендрю Дівофф        | Джин, Натаніель Демерест |
| Роберт Інглунд      | Реймонд Б'юмонт          |
| Кріс Леммон         | Нік Меррітт              |
| Венді Бенсон-Лендіс | Шеннон Амберсон          |
| Тоні Крейн          | Джош Ейкман              |
| Дженні О'Хара       | Венді Дерлет             |
| Кейн Ходдер         | охоронець Меррітт        |
| Тоні Тодд           | Джонні Валентайн         |
| Рікко Росс          | лейтенант Натансон       |
| Джон Байнер         | Дуг Клегг                |
| Джордж «Бак» Флауер | бездомний                |

| Актор           | Роль              |
| --------------- | ----------------- |
| Гретхен Палмер  | Аріелла           |
| Тед Реймі       | Ед Фінні          |
| Енгус Скрімм    | оповідач          |
| Реджі Банністер | Фармацевт         |
| Джозеф Пілато   | Міккі Тореллі     |
| Верн Троєр      | потойбічна істота |
| Арі Барак       | Зороастр          |
| Джейк Маккіннон | людина-скелет     |
| Грег Фанк       | людина-змія       |
| Річард Ассад    | перський цар      |
| Ден Гікс        | митний службовець |
| Том Кендалл     | Етчісон           |